# Distretto di Santo Domingo de Capillas
Il distretto di Santo Domingo de Capillas è uno dei sedici distretti della provincia di Huaytará, in Perù. Si trova nella regione di Huancavelica e si estende su una superficie di 248.56 chilometri quadrati.